# Qingtan
Qingtan (chinesisch 清談 / 清谈, W.-G. Ch'ing-t'an, englisch Pure Conversation – „Reines Gespräch“), auch qingyan (清言) genannt, war eine daoistische Strömung zur Zeit der Wei- und Jin-Dynastien (220–420) der Zeit der Nördlichen Dynastien. Die prominenteste dieser Gruppen, in deren Mittelpunkt die Lehren des philosophischen Daoismus – insbesondere des (legendären) Laozi (Daodejing) und Zhuangzi – standen, waren die Sieben Weisen vom Bambushain. Zu den Qingtan-Vertretern zählen He Yan 何晏, Wang Bi 王弼, Xiahou Xuan 夏侯玄, Wang Yan 王衍 und Guo Xiang 郭象.